# Ökologische Studie
Eine ökologische Studie ist eine spezielle epidemiologische Studie, die einen oder mehrere Risikofaktoren in einem Gebiet untersucht und diese zum Beispiel mit der Erkrankungshäufigkeit der Bevölkerungsgruppe in diesem Gebiet in Beziehung setzt. Es werden nicht einzelne Individuen untersucht, sondern gesammelte Daten aus dem Gebiet bzw. aus der zu untersuchenden Bevölkerungsgruppe verwendet.
Zur Untersuchung von Zusammenhängen zwischen individuellen Expositionen und Krankheiten (z. B. Rauchen und Krebs) werden andere  epidemiologische Methoden, wie Querschnittstudie, Kohortenstudien und Fall-Kontroll-Studien verwendet.
Voraussetzung für ökologische Studien sind entsprechende Daten (Lärm, Luftschadstoffe, chemische Belastung von Trinkwasser und Lebensmitteln, ionisierende/nicht-ionisierende Strahlung usw.), die häufig aus Messungen über längere Zeiträume stammen. Das Problem ist dabei, die tatsächliche individuelle Belastung innerhalb der Population zu ermitteln. In manchen Fällen ist es möglich, Krankheitshäufigkeiten und Belastungsindikatoren auf regionaler Ebene (z. B. Landkreis) zu untersuchen. Auf die besonderen Probleme derartiger Ansätze wird von verschiedenen Autoren hingewiesen.
Das deutsche Bundesamt für Strahlenschutz (BfS) kritisiert die Methode wie folgt: „Ökologische Studien sind fehleranfällig, weil angenommen wird, dass sich die untersuchten Gruppen nur hinsichtlich des interessierenden Risikofaktors (wie zum Beispiel Strahlung) unterscheiden, nicht aber hinsichtlich anderer Risikofaktoren (wie zum Beispiel Rauchen). Sie können zwar Hinweise auf mögliche Ursachen geben, sind aber grundsätzlich für Risikoabschätzungen ungeeignet.“ Einige neuere Studien prüfen jedoch mehrere Faktoren, um die Risiken (zum Beispiel bei bereits bestehenden Erkrankungen) voneinander abzugrenzen. So hat das Forschungsprojekt NORAH zu Lärmwirkungen auch Vorerkrankungen erfasst und bei einer Fall-Kontroll-Studie die betreffende Bevölkerungsgruppe ausgeschlossen, um sicherzugehen, dass die Erkrankungen nicht durch andere Faktoren ausgelöst wurden.
Das Ziel analytischer ökologischer Studien ist es, einen Gradienten zwischen genügend deutlich abgestuften Expositionen und entsprechend abgestuften Krankheitshäufigkeiten auf ökologischer – d. h. auf regionaler – Ebene nachzuweisen (ökologische Dosis-Wirkungs-Beziehung).